# Pohoří (Pluhův Žďár)
Pohoří (německy Pohorsch) je malá vesnice, část obce Pluhův Žďár v okrese Jindřichův Hradec v Jihočeském kraji. Nachází se asi dva kilometry jihozápadně od Pluhova Žďáru. Je zde evidováno 29 adres. V roce 2011 zde trvale žilo 44 obyvatel.
Pohoří leží v katastrálním území Pohoří u Kardašovy Řečice o rozloze 3,09 km².

## Historie
První písemná zmínka o vesnici pochází z roku 1340.

## Obyvatelstvo
| Rok            | 1869 | 1880 | 1890 | 1900 | 1910 | 1921 | 1930 | 1950 | 1961 | 1970 | 1980 | 1991 | 2001 | 2011 | 2021 |
| -------------- | ---- | ---- | ---- | ---- | ---- | ---- | ---- | ---- | ---- | ---- | ---- | ---- | ---- | ---- | ---- |
| Počet obyvatel | 114  | 138  | 130  | 143  | 154  | 145  | 136  | 101  | 89   | 87   | 62   | 42   | 36   | 44   | 44   |
| Počet domů     | 22   | 24   | 23   | 23   | 23   | 23   | 26   | 26   | 24   | 26   | 20   | 24   | 25   | 26   | 26   |

## Obecní správa
Při sčítání lidu v letech 1850–1971 Pohoří bylo samostatnou obcí, se kterým patřilo nejprve do okresu Třeboň, ale od roku 1950 v okrese Jindřichův Hradec. Od 26. listopadu 1971 do 31. prosince 1979 bylo částí obce Klenov v okrese Jindřichův Hradec, kdy se konaly obecní volby.  Od 1. ledna 1980 je částí obce Pluhův Žďár v okrese Jindřichův Hradec.

## Pamětihodnosti a zajímavosti
- Kaple

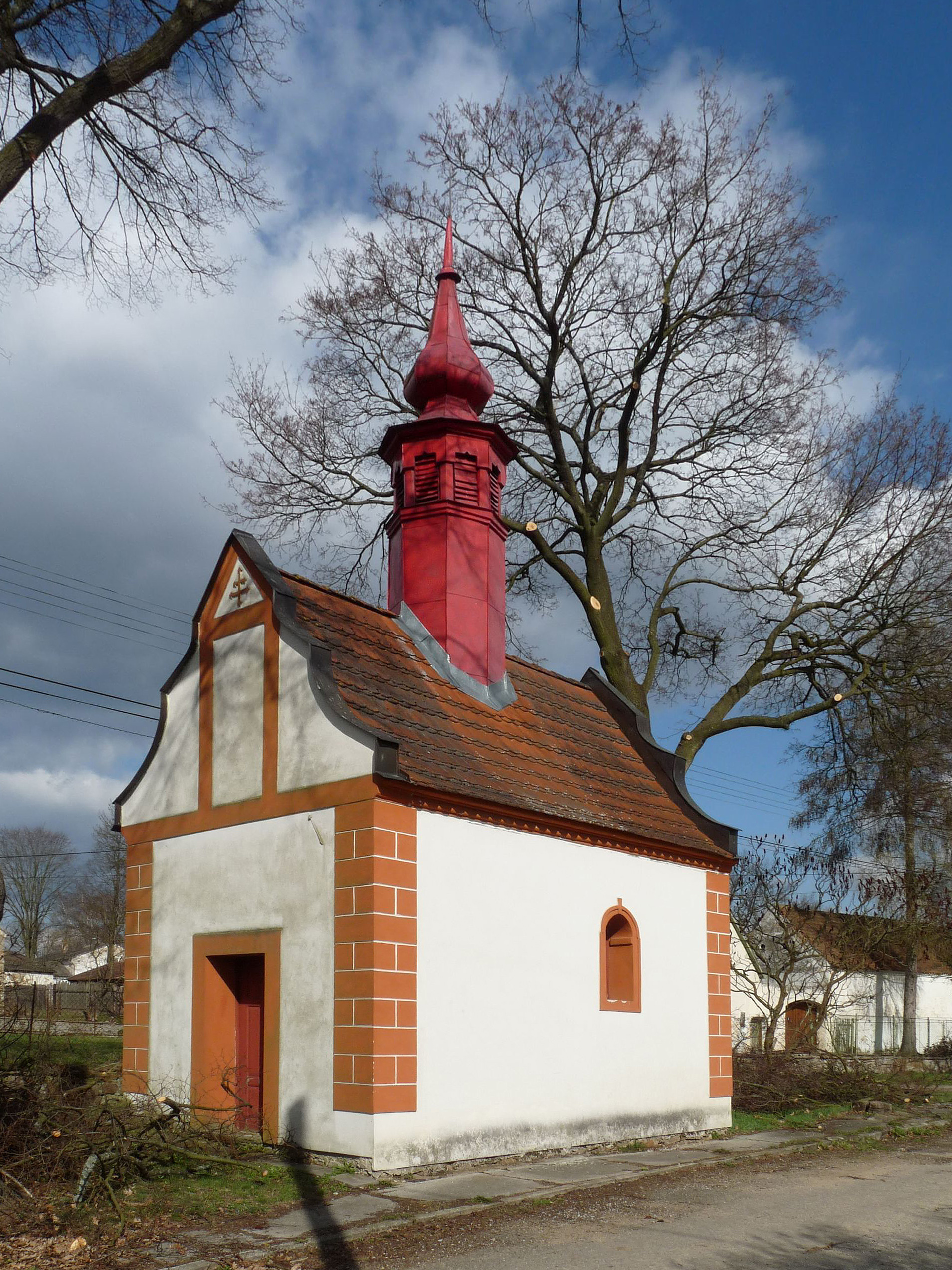
Kaple v Pohoří

- Vysoký kříž u čp. 19, který věnovali ke cti a chvále Boží pohořští občané roku 1882.[10]